# 小行星1343
小行星1343（1343 Nicole）是一颗围绕太阳公转的小行星。1935年3月29日，路易·博耶在阿尔及尔发现了此天体。
該小行星以發現者的姪女命名。
这颗小行星的绝对星等为234.8466940216148等。